# Bubalu (canción de Feid)
«Bubalu» (estilizado en mayúsculas) es una canción del cantante colombiano Feid en colaboración con el músico nigeriano Rema lanzada por Universal Music Latino el 21 de septiembre de 2023. Es, además, el séptimo sencillo del álbum Mor, no le temas a la oscuridad.

## Rankings
| Listas (2023)                    | Mejor posición | Ref.  |
| -------------------------------- | -------------- | ----- |
| Hot Latin Songs (Billboard)      | 28             | [ 5 ] |
| Latin Airplay (Billboard)        | 1              | [ 6 ] |
| Latin Rhythm Airplay (Billboard) | 1              | [ 7 ] |
| Top Latin Albums (Billboard)     | 4              | [ 8 ] |
| Argentina Hot 100 (Billboard)    | 62             | [ 9 ] |

## Premios y nominaciones
| Premiación         | Año  | Trabajo nominado | Categoría       | Resultado | Ref.   |
| ------------------ | ---- | ---------------- | --------------- | --------- | ------ |
| Premios Lo Nuestro | 2025 | Bubalu           | Canción Del Año | Nominada  | [ 10 ] |